# René Sopa
René Sopa (* 19. September 1961 in Saint-Etienne) ist ein französischer Akkordeonspieler, der im Bereich der Weltmusik und des Jazz tätig ist.

## Leben und Wirken
Sopa, der portugiesische Eltern hat, erhielt mit neun Jahren ersten Akkordeonunterricht durch Lucien Galliano (dem Vater von Richard Galliano). Nachhaltig wurde er zunächst durch seinen Cousin Alvaro Coridinhos beeinflusst, der ihn (in den Ferien) ebenfalls unterrichtete. Er gewann die ersten Wettbewerbe, begann mit 16 Jahren mit Improvisation und gründete ein Trio. 1979 begann er mit chromatischen Bässen und gewann die Trophäe des jungen Akkordeonisten bei Télé Monte-Carlo unter dem Vorsitz von Joss Baselli, der ihn dreimal in seiner Sendung Le monde de l’accordéon, die von TF1 ausgestrahlt wurde, auftreten ließ. Dann studierte er am Conservatoire National de Nice in der Schlagzeugklasse von Rodolphe Palumbo. Er arbeitete mit dem klassischen Repertoire und gewann in Paris die Finalrunden der Wettbewerbe UNAF (1979) und ACF (1981). Krankheitsbedingt musste er seine Karriere unterbrechen, arbeitete aber weiterhin als Musiker in Tanzkapellen.
1993 nahm Sopa ein (selbstproduziertes) Album El ritmo del sol mit eigenen Kompositionen im Fusionbereich auf, auf dem er alle Instrumente einspielte. 1995 und 1996 trat er beim Nice Jazz Festival auf. 1999 zog er nach Paris, wo er den Geiger Alexandre Cavaliere kennenlernte. Gemeinsam nahmen sie an wichtigen französischen und ausländischen Festivals mit Musikern wie Angelo Debarre, Dorado und Samson Schmitt sowie Christian Escoudé teil.
Nach weiteren Eigenproduktionen erschien 2003 mit Sandunga bei Le Chant du Monde erstmals ein Album, das Sopa mit einer Band aufgenommen hatte; 2004 folgte in veränderter Besetzung das Album Nuits parisiennes. Mit dem Organisten Stéfan Patry entstand 2006 das kollaborative Album Hammondéon (gemeinsam mit François Morin am Schlagzeug und Jacquot Largent (ex-Sixun) an den Perkussionsinstrumenten). Daneben arbeitete er im Quintett Bemsha. Sein Album Carinhos tango, das er 2008 mit dem Akkordeonisten Marcel Loeffler und Aurélien Noel aufnahm, enthält neben Eigenkompositionen auch klassische Werke von Johann Sebastian Bach und Vladislav Solotarev. Auf Obrigado (Cristal Records 2012) interpretierte er in wechselnden Besetzungen neben eigenen Kompositionen Werke von Hermeto Pascoal, Jo Privat und Chucho Valdés. Weitere Alben wie Crazy Rhythm (2016) und Hommage (2017) folgten. Zudem nahm er ein Album mit Kâmil Erdem und eines mit Dino Mehrstein auf und ist auf weiteren Alben, etwa mit Henri Merveille, zu hören.